# Lynn Nadel
Lynn Nadel (* 12. November 1942) ist ein US-amerikanischer Neurowissenschaftler, der für grundlegende Beiträge zur Rolle des Hippocampus in räumlicher Orientierung und Gedächtnis bekannt ist. Er ist Regents Professor für Psychologie an der University of Arizona.
Nadel erhielt 1963 seinen Bachelor in Biologie und 1965 seinen Master in Psychologie an der McGill University, an der er 1967 in Physiologischer Psychologie promoviert wurde. Seine Dissertation trug den Titel Behavioral Effects of Dorsal and Ventral Hippocampal Lesions in the Rat. Dort begann seine Zusammenarbeit mit John O’Keefe über die Funktion des Hippocampus und dessen Rolle in neuronaler Kartierung und Gedächtnis, was 1978 zu dem einflussreichen Buch The Hippocampus as a Cognitive Map führte. 1969/70 war er als Post-Doktorand am Institut für Physiologie der Tschechoslowakischen Akademie der Wissenschaften und am University College London, an dem er bis 1976 in der MRC Cerebral Functions Research Group forschte. 1975/76 war er Gastdozent an der Universität Bergen, 1976/77 an der University of California, San Diego und 1977 bis 1979 Associate Professor an der Dalhousie University. 1980 bis 1985 forschte er an der University of California, Irvine (Associate Research Psychologist). Seit 1985 ist er an der University of Arizona, wo er das Programm zu Kognition und Neurowissenschaften in der Fakultät für Psychologie leitet.
Nach Nadel spielt der Hippocampus nicht nur in der Ortsinformation und im Ortsgedächtnis, sondern allgemein beim episodischen Gedächtnis eine Schlüsselrolle. Er untersucht auch Fehlfunktionen des Hippocampus beim Down-Syndrom, Auswirkungen von Stress auf die Funktion des Hippocampus und die Rolle des Schlafs beim Lernen.
2006 erhielt Nadel mit John O’Keefe den Grawemeyer Award in Psychologie, 2024 wurde er mit dem George A. Miller Prize in Cognitive Neuroscience ausgezeichnet.
2021 wurde Nadel in die National Academy of Sciences gewählt.

## Schriften
- Herausgeber The Encyclopedia of Cognitive Science, Macmillan 2003
- mit John O’Keefe: The Hippocampus as a Cognitive Map, Oxford University Press, 1978
- Chefredakteur der wissenschaftlichen Fachzeitschrift, Wiley Interdisciplinary Reviews: Cognitive Science